# Oreopanax jelskii
Oreopanax jelskii är en araliaväxtart som beskrevs av Szyszyl. Oreopanax jelskii ingår i släktet Oreopanax och familjen Araliaceae. Inga underarter finns listade.